# Marie Polyxena des Fours
Marie (Anna) Polyxena hraběnka Desfoursová (1641 – 14. prosince 1697 Praha) byla česká šlechtična z rodu Schönfeldů, později provdaná Desfoursová. Jako poručnice spravovala koncem 17. století majetek Desfoursů v severních Čechách a podílela se na kolonizaci Jizerských hor. Proslula finanční podporou katolické církve a na desfourských panstvích nechala postavit několik kostelů.  

## Životopis

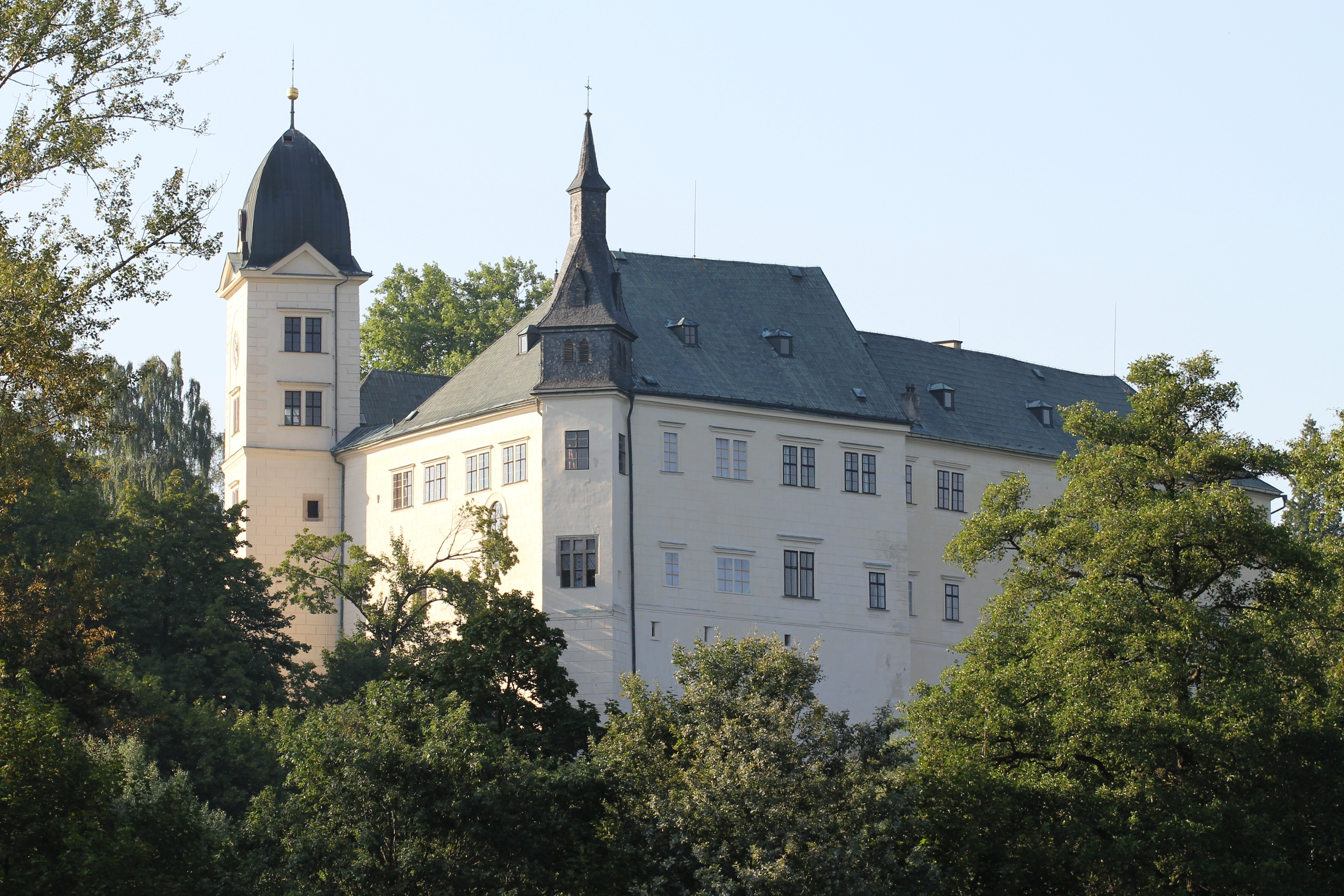
Zámek Hrubý Rohozec

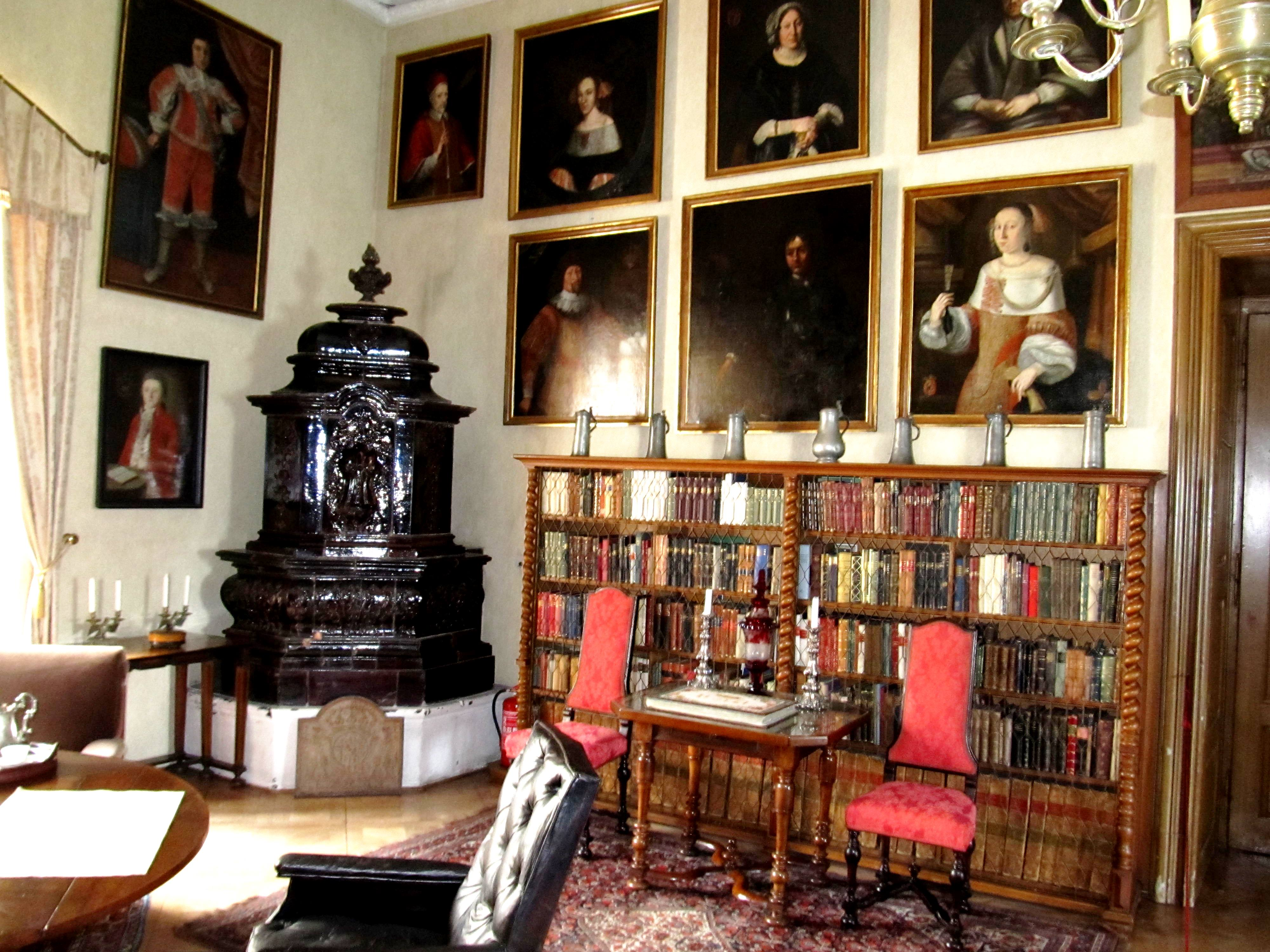
Knihovna na zámku Hrubý Rohozec, vpravo portrét Marie Polyxeny

Pocházela ze šlechtického rodu Schönfeldů nizozemského původu, byla dcerou nejvyššího mincmistra Mikuláše ze Schönfeldu (1588–1663) a jeho manželky Josiny van der Heede († 1663). Krátce po otcově úmrtí se Marie Polyxena v dubnu 1663 provdala za hraběte Albrechta Maxmiliána I. Desfourse (1629–1683). Svatební smlouvu jako svědkové podepsali František Karel Libštejnský z Kolovrat a generál Jan van der Croon. Její manžel od ní dostal věno v hodnotě 6 000 rýnských zlatých a od manžela dostala Marie Polyxena 12 000 rýnských zlatých. Ve smlouvě nevěstina matka Josina van der Heede přislíbila Albrechtu Maxmiliánovi, jak ve smlouvě stálo „do roka a do dne“ vyplatit  24 000 rýnských zlatých, se kterými by mohl volně disponovat. Pokud by však zemřel dříve než nevěsta sama, mají se být peníze vráceny vdově. Albrecht byl též zavázán platit manželce roční apanáž ve výši 2 000 zlatých rýnských.
Manželé pobývali na hlavním rodovém sídle v Hrubém Rohozci, ale také v Praze, kde se narodily všechny jejich děti. Měli spolu osm potomků, z nichž dvě dcery zemřely v dětství, další dcera Ludmila Terezie (1669–1736) byla jeptiškou, další dcera Anna Polyxena (1675–1702) byla manželkou Jana Václava z Clary-Aldringenu. Synové Albrecht Maxmilián II. (1671–1732), Matyáš Václav (1674–1710) a Ferdinand Magnus (1677–1753) založili později tři nové linie označované podle rodových sídel rohozecká, maloskalská a semilská.  
Po smrti Albrechta Maxmiliána (1683) byla ustanovena poručnicí nezletilých synů a spravovala jejich dědictví. Jednalo se o fideikomis Hrubý Rohozec, dále pak panství Malá Skála a Semily. Ještě za manželova života iniciovala stavební úpravy zámku Hrubý Rohozec, v nichž pokračovala i jako vdova, zámek obohatila především zřízením kaple Nejsvětější Trojice. V roce 1686 koupila zpět statek Malý Rohozec oddělený od Hrubého Rohozce po smrti Mikuláše Desfourse. Navázala také na aktivity svého manžela v osidlování Jizerských hor a v roce 1691 založila obec Desfoursdorf (nynější Desná).
Proslula především podporou katolické církve a jako donátorka nechala v severních Čechách postavit několik kostelů. S jejím jménem je spojena výstavba kostela Navštívení Panny Marie v Bozkově, k němuž osobně položila základní kámen v roce 1690. Nedaleko od Bozkova nechala v roce 1693 postavit kapli Panny Marie Bolestné (zvanou Sejkorská kaplička). Z její iniciativy byl v letech 1685–1687 postaven kostel sv. Anny v Jablonci nad Nisou. V Příchovicích nechala v roce 1690 postavit kostel sv. Víta (původně dřevěný, do současné podoby přestavěn v 19. století).

### Závěr života
Marie Polyxena Desfoursová zemřela 14. prosince roku 1697 ve svém pražském domě v Široké ulici. Dva dny před svou smrtí napsala osmistránkový rukopis své poslední vůle, v níž své značné částky dává na zádušní mši v kostele svatého Salvátora v Praze. Ve své poslední závěti propouští svoje služebnictvo a věnuje jim celkovou částku 1 500 zlatých rýnských, dvěma osobně jmenovaným částku 1 000 zlatých, resp. 500 zlatých.